# Neckera decurrens
Neckera decurrens là một loài Rêu trong họ Neckeraceae. Loài này được Broth. miêu tả khoa học đầu tiên năm 1923.